# 安藤貫一
安藤 貫一（あんどう かんいち、1878年〈明治11年〉9月4日 - 1924年〈大正13年〉12月27日）は日本の英文学者。鹿児島県立第一中学校教諭、大阪高等商業学校教授。夏目漱石の小説『吾輩は猫である』の英訳で知られる。

## 生涯
1878年（明治11年）9月4日、東京府深川西大工町（現：東京都江東区清澄二丁目）に生まれた。
1894年（明治27年）6月、ジェームス・サマーズの欧文正鵠学館を卒業した後、国民英学会に入学して磯辺弥一郎・岡倉由三郎等に学び、1895年（明治28年）11月正科、1896年（明治29年）11月英文科を共に首席で卒業した。同期には勝俣銓吉郎・菅野徳助・南日恒太郎・鷲見亀五郎・米田実・河上清・最上梅雄等がいた。
1898年（明治31年）4月、三重県立四日市商業学校英語教師となり、茨城県師範学校、青森県師範学校、岩手県立一関中学校を歴任した。1904年（明治37年）4月11日『万朝報』の英文を見た浜村善吉に後任を請われて長野県立上田中学校教諭となった。
1907年（明治40年）8月31日、学校改革を進める岡元輔校長の招きで鹿児島県立第一中学校教諭となった。この頃には日本一高給の中学英語教師となったという。
1909年（明治42年）7月3日に休職し、岡校長の働きで県から留学費を提供され、島津久賢に随いイギリスに渡った。ブロンズベリークライストチャーチ通りに小松原隆二と同宿し、ロンドン大学・オックスフォード大学で英文学・発音学を学び、コナン・ドイル、ジェローム・K・ジェローム、H・G・ウェルズ、G・K・チェスタートン等と面会した。1910年（明治43年）7月アメリカ合衆国に渡り、ボストンロチェスター大学で学んだ。
1911年（明治44年）2月に帰国して、3月8日鹿児島一中に復帰し、造士会講習会にも出講した。
1913年（大正2年）3月、朝鮮中等学校長となった岡元輔の招きで朝鮮総督府京城中学校に転じ、台北中学校佐伯好郎、旅順工科学堂永野武一郎と共に植民地の三大英学者と称された。
1915年（大正4年）冬大阪に移り、1916年（大正5年）大阪貿易語学校で教えた。1917年（大正6年）4月四日市時代の同僚片野実之助校長に大阪高等商業学校に招かれ、1918年（大正7年）6月29日教授となった。1922年（大正11年）長岡拡が東京商科大学への引き抜きを試みるも、大阪高商に拒まれた。
1924年（大正13年）7月に再び渡米し、ボストンゲインズバラ通りに滞在中、湿潤な気候のため持病の喘息が悪化した。12月イギリスワイト島シャンクリンで療養するも、急性結核末期と診断され、27日午前5時（日本時間午後2時）に死去し、30日ウォキングで荼毘に付された。2月15日大阪成正寺で追悼会、9月19日校葬が行われ、東京小石川区本伝寺に葬られた。戒名は慈明院貫一日精居士。

## 著作

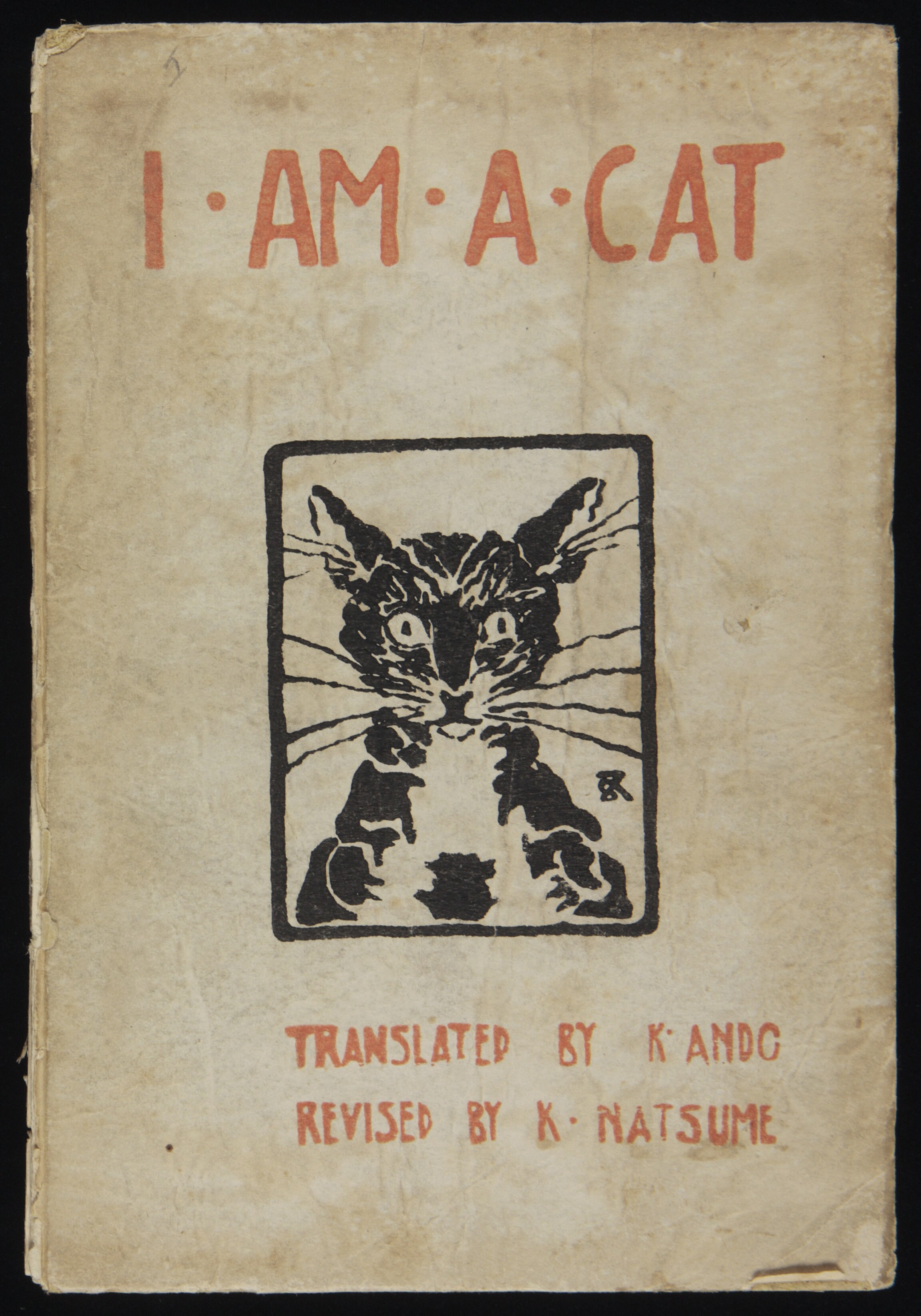
I AM A CAT表紙（橋口五葉装幀）

- The Psychological Method of Teaching English
1902年（明治35年）東京高等商業学校で[19]ハワード・スワンが講義したグアン（フランス語版）式心理的教授法の記録[5]。
- Résumé of Lectures Given at the Summer School of English (1904)
1904年（明治37年）第四高等学校でエドワード・ガントレット、D・R・マッケンジー、ウィリアム・エリオットが行った夏期講習会の記録[20]。三省堂刊[21]。
- I AM A CAT（夏目漱石『吾輩は猫である』）
ウィリアム・クラーク校閲[22]。1906年（明治39年）第1-2章、1908年（明治41年）第3-4章刊[23]。1989年（平成元年）ロンドン漱石記念館再刊[24]。
- The Serene Realm Beyond the Passion（菊池寛『恩讐の彼方に』）
1922年（大正11年）研究社刊[2]。
- SHUNKAN（倉田百三『俊寛』）
1922年（大正11年）『英語青年』連載、1925年（大正14年）研究社刊[2]。
- 谷崎精二『盗み』英訳
1924年（大正13年）『英語青年』連載[2]。
- 菊池寛『身投げ救助業』英訳
1925年（大正14年）『英語青年』連載[2]。
- SAKURA SOGORO, MARTYR.（『佐倉宗吾郎伝』）
1910年（明治43年）2月9日ロンドン日本協会で行った講演。1911年（明治44年）『中外英字新聞』連載[2]。